# Vu Điền
Vu Điền (chữ Hán: 于闐王國) là một vương quốc Phật giáo ở Trung Á (Trung Quốc gọi là Tây Vực) nằm trên nhánh Con đường tơ lụa chạy dọc theo rìa phía nam của sa mạc Taklamakan tại lòng chảo Tarim. Lãnh thổ của vương quốc nay thuộc Tân Cương, Trung Quốc ngày nay.

## Các tên gọi ban đầu

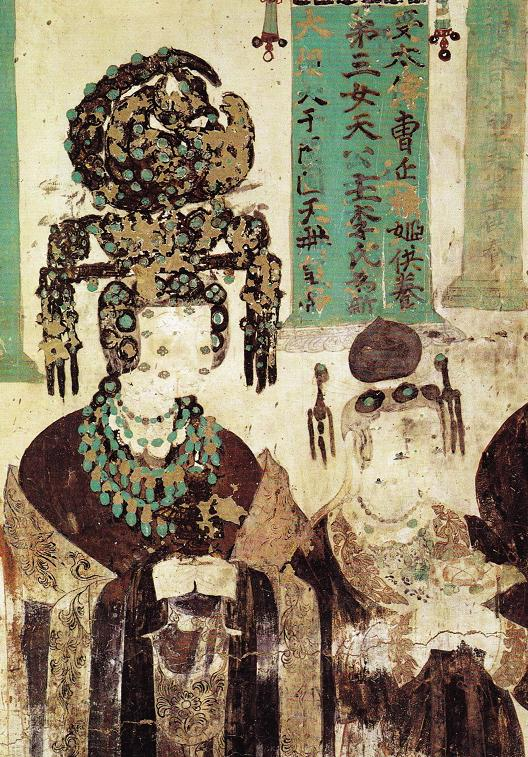
Một người con gái của vua Vu Điền, cưới người cầm quyền ở Đôn Hoàng, bức tranh trên tường ở hang Mạc Cao 61, Ngũ đại.

Tên gọi của vương quốc tồn tại ở khu vực nay là Khotan có nhiều dạng khác nhau. Người dân bản địa vào khoảng thế kỷ thứ 3 đã viết Khotana bằng chữ Kharoşţhī; và Hvatäna- bằng chữ Brāhmī trong các văn bản sau đó ít lâu, phát triển thành Hvamna và Hvam, trong các văn bản sau đó vương quốc được gọi là Hvam kşīra ‘đất của Khotan’. Tên gọi này được biết đến ở phía tây trong khi –t- vẫn không biến đổi, điều thường thấy trong tiếng Tân Ba Tư vào thời kỳ đầu. Tuy nhiên, dưới các ảnh hưởng khác nhau người dân địa phương cũng viết Gaustana khi họ nằm dưới uy thế của tiếng Phạn Phật giáo. Đối với người Thổ Phồn vào thế kỷ thứ 7 và 8, vùng đất này được ghi là Li và kinh đô là Hu-ten, Hu-den, Hu-then và Yvu-then.}}

## Kinh đô
Thành phổ cổ đại Khotan là kinh đô của vương quốc. Tiếng Trung là Hòa Điền (tiếng Trung: 和田). Tên gọi Hotan cũng được sử dụng. Từ thời nhà Hán cho đến thời nhà Đường, vương quốc được gọi người Hán gọi là Vu Điền (于闐, 于窴, hay 於闐).
Được xây dựng trên một ốc đảo, các lùm cây dâu tằm cho phép vương quốc sản xuất và xuất khẩu lụa và thảm lụa, các sản phẩm chính yếu khác của kinh đô gồm ngọc thạch nephrit và đồ gốm.

## Văn hóa
Theo truyền thuyết, Vu Điền được thành lập khi Kushtana xuất hiện, ông được kể là con trai của Hoàng đế Quý Sương vào thế kỷ thứ 3 TCN.
Tuy nhiên, cũng có khả năng vương quốc đã tồn tại sớm hơn nhiều so với người Nguyệt Chi, (về sau gọi là Quý Sương) và đã buôn bán các loại đá ngọc thạch nephrit nổi tiếng từ khu vực tới Trung Quốc vài thế kỷ trước đó. 

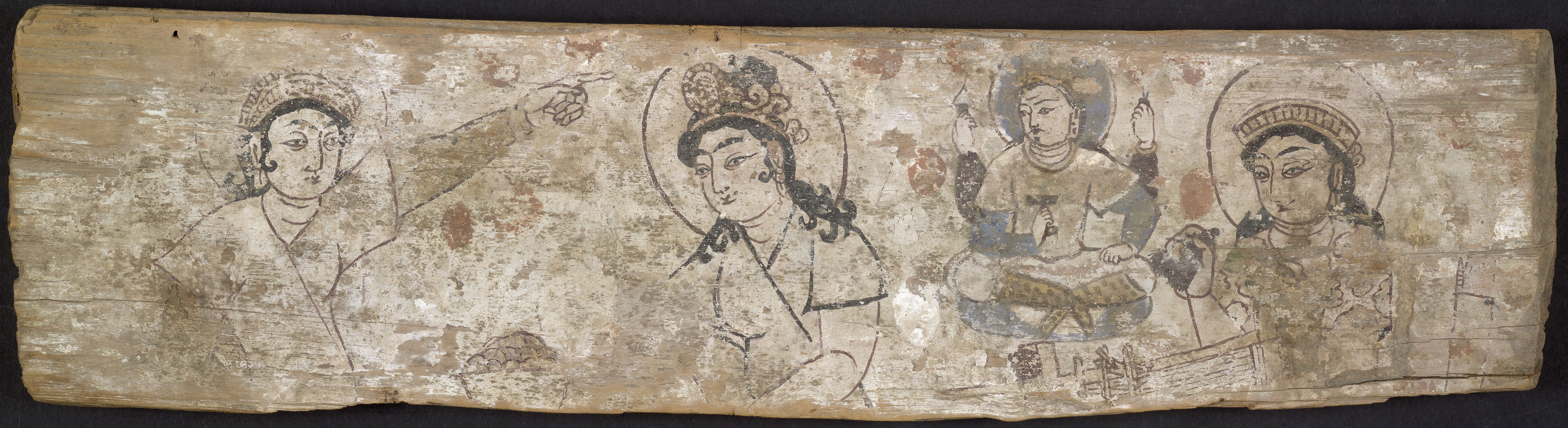
Bức tranh vẽ trên bản gỗ được Aurel Stein khám phá ra tại Dandan Oilik, mô tả truyền thuyết về nàng công chúa đã giấu trứng tằm trong chiếc mũ của mình để lén đưa chúng ra khỏi Trung Quốc và đưa đến Vu Điền.

Vương quốc là một trong những trung tâm của Phật giáo. Cho đến thế kỷ 11, phần lớn thần dân là Phật tử. Vương quốc chủ yếu kết giao với các nhóm Đại thừa. Điều này khác biệt với Quy Từ, một vương quốc do Śrāvakayāna thống trị ở nằm ở rìa phía bắc sa mạc Taklamakan. Pháp Hiển (法顯) đã mô tả rằng có 14 thành bang và nhiều tu viện Phật giáo nhỏ. Nhiều ngôn ngữ nước ngoài, bao gồm tiếng Hán, Prakrit và tiếng Phạn được sử dụng trong trao đổi văn hóa.
Vu Điền là nơi đầu tiên bên ngoài Trung Nguyên bắt đầu dệt tơ lụa. Một câu chuyện được nói đến trong nhiều nguồn, và được minh họa trong bức tranh tường được các nhà khảo cổ phát hiện, kể rằng một công chúa người Hán đã gài trứng tằm lên tóc khi cô bị đưa đến kết hôn với vua Vu Điền. Điều này có lẽ diễn ra trong nửa đầu thế kỷ 1.
Vương quốc bị Hãn quốc Kara-Khanid từ Kashgar xâm lược vào năm 1006 và từ đó bị người Hồi giáo kiểm soát. Marco Polo đã đến thăm Vu Điền từ 1271 đến 1275 và nhận xét rằng "tất cả là tín đồ của Muhammad."
Các vua Vu Điền:
1. Kushtana: 25 - 60
2. Xiumo Ba: 60 - 61
3. Guangde: 61 - 120
4. Vijaya Kriti: 121 - 129
5. Fangqian: 130 - 134?
6. Jian: 135? - 151
7. Anguo: 151 - ?
8. Vijaya Sangrāma IV: 670 - 674
9. Vijaya Dharma III: 675? - 725
10. Vijaya Padmasambhava II: 725 - 736
11. Vijaya Vāhana Vĩ đại: 736 - 740
12. Yuchi Gui: 740 - 786
13. Yuchi Yao: 786 - 788
14. Nanzongchang: 969